# Pehr Gustaf Tamm
Pehr Gustaf Tamm (i riksdagen kallad Tamm i Söderfors), född 24 december 1842 på Tvetaberg i Tveta socken, Södermanland, död 11 augusti 1921 i Varberg, var en svensk brukspatron och riksdagsman.
Tamm övertog 1866 Älvkarleö bruk men sålde det 1872 och förvärvade 1873 Ådö och 1875 Säbyholm. Han var disponent vid Söderfors bruk i Uppsala län 1881-1907 och hade uppdrag i flera styrelser för banker, försäkringsbolag och industriföretag. Från 1910 var han bosatt på Elsabo i Högsby socken, Kalmar län.
Tamm var extra ordinarie fullmäktig i Jernkontoret. Som politiker var han ledamot av riksdagens första kammare 1893-1897 och 1899-1907. Han var riddare av Nordstjärneorden
Pehr Gustaf Tamm hade fyra söner: Claes Tamm (född 1867), Henric Tamm (född 1869), Casper Tamm (född 1874) och Nils Tamm (född 1876). Han var son till Clas Tamm (född 1807).